# Dans la main d'un magicien/Listen to the Magic Man
Dans la main d'un magicien è il primo singolo di Céline Dion tratto dalla colonna sonora del film canadese Opération beurre de pinottes, pubblicato nel 1985 in Canada. La Dion registrò anche una versione inglese di questa canzone intitolata Listen to the Magic Man e fece il suo primo vero videoclip musicale per la promozione del singolo. Listen to the Magic Man è anche degna di nota per essere stata la prima canzone registrata in studio in lingua inglese da Céline Dion. Il brano è stato scritto da Eddy Marnay e Lewis Furey, quest'ultimo anche produttore del singolo.

## Antefatti e pubblicazioni
L'album della colonna sonora di Peanut Butter Solution/Opération beurre de pinottes include le due versioni del brano: la versione francese e la versione inglese. La Soundtrack del film contiene anche La ballade de Michel, anch'essa registrata da Céline e tradotta in inglese: Michael's Song. La ballade de Michel fu pubblicato come secondo singolo promozionale della colonna sonora del film.
Né le versioni in francese né quelle in inglese dei brani, sono state incluse in alcun album di Céline Dion.
Dans la main d'un magicien fu pubblicato insieme ad un'altra traccia intitolata CUE 17 à Instrumental (pubblicata sul lato B), mentre la versione inglese fu pubblicata con la versione inglese del secondo singolo, Michael's song (lato B).
La traccia fu resa ufficialmente disponibile anche su CD per la prima volta nel settembre 2006 e fu inclusa anche in uno speciale bonus-disc nel Volume 1 del cofanetto DVD Contes pour tous, disponibile solo sul sito di Imavision.
Nel novembre 2014, Dans la main d'un magicien e Listen to the Magic Man sono stati resi disponibili anche in digital download in tutto il mondo.

## Formati e tracce
LP Singolo 7'' (Canada) (Francese) (TBS: TBS-5562)
1. Dans la main d'un magicien – 3:25 (Eddy Marnay, Lewis Furey)
2. CUE 17 À Instrumental (Instrumental) – 2:09 (Furey)

LP Singolo 7'' (Canada) (Inglese) (Epic: E4-7130)
1. Listen To The Magic Man – 3:20 (Furey, Marnay)
2. Michael's Song – 3:00 (Furey, Marnay)